# 南非兀鷲

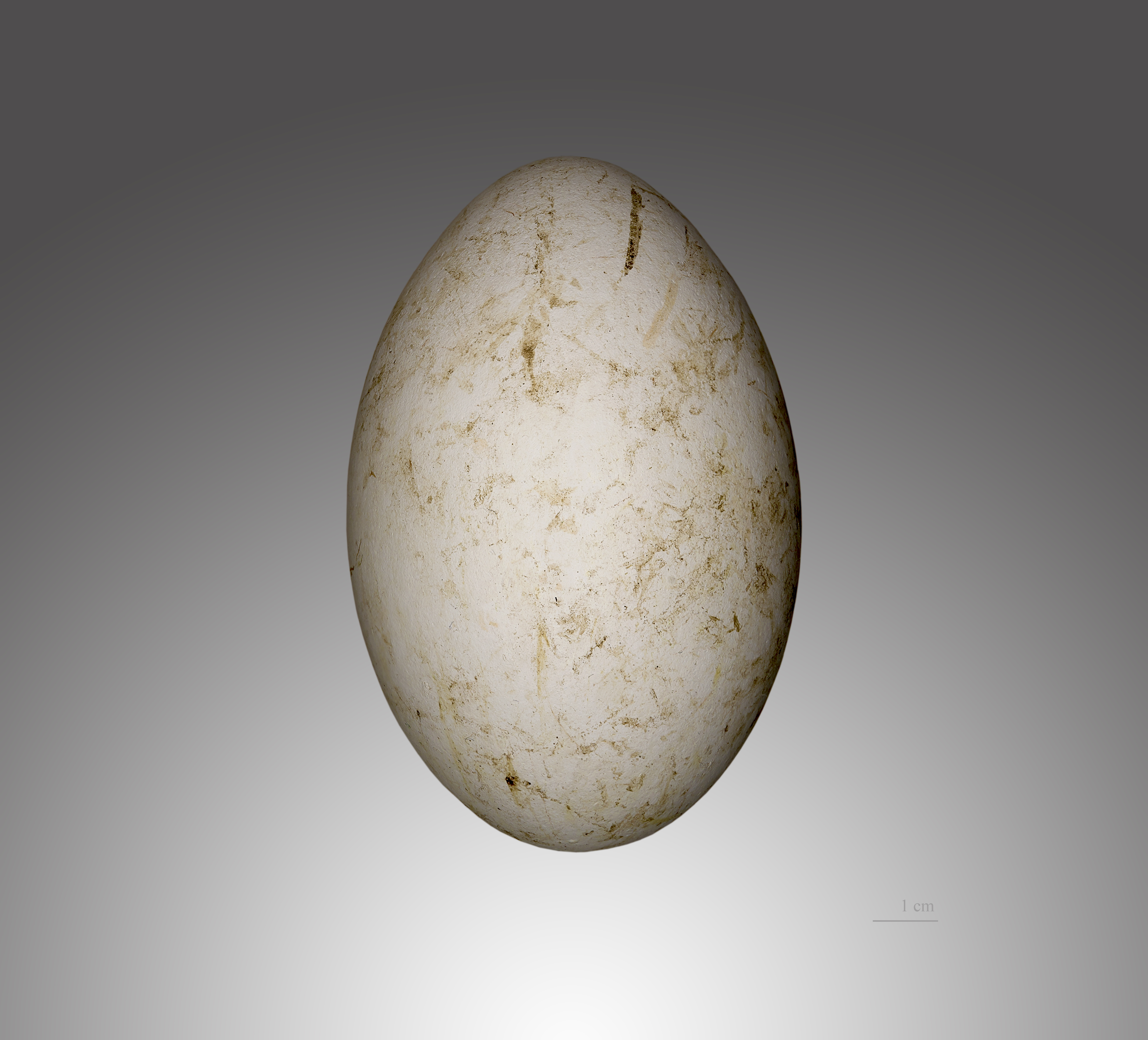
Gyps coprotheres

南非兀鷲（學名Gyps coprotheres）是南部非洲特有的一種兀鷲，分佈於南非、萊索托、波札那及納米比亞北部一些地區。它們會在崖邊築巢，一般每年會生一隻蛋。
南非兀鷲的身體呈深褐色，翼底則較為淡色。成鳥比雛鳥較為淡色，其翼底甚至會呈白色。它們平均長1-1.15米，翼展2.4-2.6米，重7-11公斤。它們是非洲最大的猛禽，但肉垂禿鷲卻較為強壯。頸底有兩個明顯的肉垂，相信是用來量度溫度的。
南非兀鷲被國際自然保護聯盟列為易危，主要受到中毒、觸電及騷擾的威脅。它們的數量估計只有8000隻。

## 外部連結
- BirdLife Species Factsheet（页面存档备份，存于）